# Space Interferometry Mission
A Space Interferometry Mission vagy SIM, más néven SIM Lite (korábbi nevén SIM PlanetQuest) egy tervezett űrteleszkóp volt, amelyet az Egyesült Államok Nemzeti Repülési és Űrhajózási Hivatala (NASA) javasolt a Northrop Grumman vállalkozóval együtt. A küldetés egyik fő célja a Naptól eltérő közeli csillagok lakhatósági zónáiban keringő, Föld méretű bolygók felkutatása volt. A SIM tervezetet többször elhalasztották, és végül 2010-ben törölték. A Naprendszeren kívüli bolygók észlelése mellett a SIM segített volna a csillagászoknak a Tejútrendszer térképének elkészítésében. További fontos feladatok közé tartozott volna az adatgyűjtés bizonyos típusú csillagok csillagtömegének meghatározásához, a sötét anyag térbeli eloszlásának meghatározásához a Tejútrendszerben és a galaxisok helyi csoportjában, valamint a gravitációs mikrolencsehatás felhasználása a csillagok tömegének mérésére. Az űrszonda optikai interferometriát használt volna ezen és más tudományos célok eléréséhez.
A SIM Lite kezdeti szerződéseit 1998-ban ítélték oda, összesen 200 millió USD értékben. A SIM-projekten végzett munka során a tudósoknak és mérnököknek nyolc konkrét új technológiai mérföldkövet kellett elérniük, és 2006 novemberére mind a nyolc elkészült. A SIM Lite-ot eredetileg 2005-re tervezték, egy Evolved Expendable Launch Vehicle (EELV) fedélzetén. A folyamatos költségvetési megszorítások eredményeként a bevezetés dátumát legalább öt alkalommal elhalasztották. A NASA 2015-re tűzte ki az előzetes indítási dátumot. 2007 februárjától a SIM-programon dolgozó mérnökök közül sokan más területekre és projektekre költöztek, és a NASA utasította a projektet, hogy erőforrásait a mérnöki kockázatok csökkentésére fordítsa. A NASA 2008-as előzetes költségvetése azonban semmilyen összeget nem tartalmazott a SIM céljaira.
2007-ben a kongresszus visszaállította a 2008-as pénzügyi év finanszírozását egy költségvetési salátatörvény részeként, amelyet az elnök később aláírt. Ugyanakkor a kongresszus utasította a NASA-t, hogy a küldetést a fejlesztési szakaszba vigye. 2009-ben a projekt folytatta kockázatcsökkentő munkáját, miközben várta a Nemzeti Tudományos Akadémia által végzett Astronomy and Astrophysics Decadal Survey, Astro2010 eredményeit és ajánlásait, amelyek meghatározzák a projekt jövőjét.
2010-ben megjelent az Astro2010 Decadal jelentés, amely nem javasolta a NASA-nak, hogy folytassa a SIM Lite Asztrometriai Obszervatórium fejlesztését. Ez arra késztette a NASA csillagászati és fizikai igazgatóját, Jon Morse-t, hogy 2010. szeptember 24-én levelet küldjön a SIM Lite projektmenedzserének, amelyben tájékoztatja őt arról, hogy a NASA megszünteti a SIM Lite küldetés szponzorálását, és utasította a projektet, hogy azonnal vagy a lehető leghamarabb szüntesse be a B fázis tevékenységeit. Ennek megfelelően a SIM Lite összes tevékenységét megszüntették a 2010-es naptári év végéig.

## Fordítás
Ez a szócikk részben vagy egészben  a   Space Interferometry Mission című angol Wikipédia-szócikk fordításán alapul.  Az eredeti cikk szerkesztőit annak laptörténete sorolja fel. Ez a jelzés csupán a megfogalmazás eredetét és a szerzői jogokat jelzi, nem szolgál a cikkben szereplő információk forrásmegjelöléseként.